# ロックマンゼロ3
『ロックマンゼロ3』（ROCKMAN ZERO3）は、2004年4月23日にカプコンから発売されたゲームボーイアドバンス専用のアクションゲームである。2015年5月13日より、Wii Uバーチャルコンソールにて配信開始。

## 概要
ロックマンゼロシリーズ3作目。前2作の反省点が特に活かされ、システム面の大幅な改善、および改良が施されている。また、ボイスも徹底的に強化され、ボスのボイスの多さはXシリーズを上回る。
カードeリーダー+や『ロックマンエグゼ4』、バトルチップゲートとの連携・通信機能を持たせてあるが、次回作で廃止された。
なお、スタッフ自身は本作でシリーズ完結を予定していたらしく、「ゼロ3は広げた風呂敷を畳むための作品」と語っている
。また、本作で四天王と完全に決着をつける予定だったが、それも見送られている。

## システムの変更点
- サイバーエルフが減点されない「サテライト」と従来通り減点される「フュージョン」の2種類に分けられた。
- 武器のスキルアップシステムが廃止され、最初から全武器がチャージ可能になった。
- ヘッド・ボディ・フットのチップを組み替えることで、ゼロの能力を自由に設定できる「チップカスタム」が導入された。
- 所持しているサイバーエルフの能力を引き出す事ができる「サイバー空間」が登場した。一種の救済処置ではあるが、サイバー空間で有効となるエルフの種類が限られている上に、一度入っただけでミッションの得点が減少してしまう。
- 敵や専用のボックスからはサイバーエルフを入手できなくなり、シークレットディスクを解析して入手する方法に変更された。

## ストーリー
ネオ・アルカディアの最深部にてエックスのオリジナルボディに封印されていたダークエルフを取り込み、究極の力を手に入れたエルピス。しかし、結局はその力を制御できずにゼロに敗れ、自らサイバーエルフとなって姿を消した。
そのエルピスの戦いから2ヶ月後。シエルが研究していた新エネルギーが完成し、ネオ・アルカディアからの攻撃も沈静化してきたある日、巨大な宇宙船が雪原に落ちたという情報がレジスタンスの下に入る。その現場にダークエルフと同一の強力なエネルギー反応があると知ったシエルは、ゼロやレジスタンスの仲間と共に調査に向かった。

## 登場キャラクター
一部のキャラクターの詳細に関しては、ロックマンゼロシリーズ参照。

### メインキャラクター
ゼロ（Zero）
声 - 風間勇刀
本作の主人公。オメガやバイルとの戦いを通じて、自身の体の秘密を知る事になる。
以前よりも口数が多くなっている。
シエル（Ciel）
声 - 田中理恵
ネオ・アルカディアで科学者をしていた人間の少女。エネルギーシステム「システマ・シエル」を完成させ、ネオ・アルカディアとの争いを解決するため再びレジスタンスの司令官として活動している。
エックス（X）
かつて、ゼロと共に活躍した伝説の英雄。前作でエルピスにオリジナルボディを失われた後も、ゼロの導き手として度々サイバーエルフとしての姿を見せる。
バイル（Vile）
100年前に妖精戦争を引き起こし、ネオ・アルカディアを追放された科学者。レプリロイドを復活させる技術に長ける。
ダークエルフが再び動き出した事を察知し、自身が復活させたコピーエックスと共にネオ・アルカディアへ復帰した。
コピーエックスMk-II（Copy X Mk-II）
声 - 風間勇刀
シエルがエックスのDNAデータをコピーして制作したレプリロイド。
前々作でゼロに倒されたが、本作はバイルによって復活を果たす。しかし、不完全な為か、時々会話中に「ギギ・・」という機械音が入り、発音がおかしくなるときがある。
再びネオ・アルカディアの指導者としてレジスタンスの前に立ち塞がり、バイルと共に行動をする。
オメガ（Ω / Omega）
声 - 諏訪部順一
妖精戦争時に世界を破滅に導いた巨大レプリロイドで、ダークエルフとの融合によってとてつもない力を発揮する。その正体は終盤で判明する。

### サブキャラクター

#### レジスタンス
セルヴォ（Cerveau）
レジスタンスの技術者。リコイルロッドを開発した他、シークレットディスクの解析も担当する。
アルエット（Alouette）
レプリロイドの女の子。シエルに作ってもらった人形を常に抱いている。なお、本作ではZ3の改造カードを使用するとレジスタンス達のメンバーと同じ様な緑色の服装に変わる。
アンドリュー（Andrew）
レジスタンスに同行する老人型レプリロイド。話をする事が好き。なお、本作ではZ3の改造カードを使用すると若返る。
ドワ（Doigt）
セルヴォとともに新しい武器の開発に当たっている。
ルージュ（Rouge）
声 - 今井由香
茶髪で、赤いヘアバンドを付けた長い髪の女性型オペレーター。目をバイザーで伏せている。
ジョーヌ（Jaune）
声 - 緒方恵美
金髪で短い髪の女性型オペレーター。ルージュと同様、目をバイザーで伏せている。
イロンデル（Hirondelle）
情報通でゼロにあらゆる情報を教える。
イブー（Hibou）
燃費の悪い太ったレプリロイド。
ロシニョル（Rocinolle）
傷ついたレプリロイドの面倒を見る看護士レプリロイド。
メナート（Menart）
仕事をよくサボる少年型レプリロイド。
ピック（Pic）
メナートと同じく仕事をサボって皮肉ばかり言っている。
ペロケ（Perroquiet）
眼鏡がトレードマークの学者風のレプリロイド。
オトリッシュ（Autruche）
背が高く、無理に荷物運びをされているレプリロイド。

#### 四天王
斜体は異名。
翠緑の斬撃 賢将ハルピュイア（Harpuia）
声 - 緒方恵美
四天王の一人で、「烈空軍団」を率いる。ネオ・アルカディアへ復帰したバイルと激しく対立している。
紅蓮の豪腕 闘将ファーブニル（Fafnir）
声 - 中井和哉
四天王の一人で、「塵炎軍団」を率いる。目覚めたオメガとの戦いに敗れ、現在は一線を引いている。
蒼海の海神 妖将レヴィアタン（Leviathan）
声 - 今井由香
四天王の一人で、「冥海軍団」を率いる。ファーブニルと同じく、オメガとの戦いで深手を負った。
漆黒の幻影 隠将ファントム（Phantom）
声 - 稲田徹
四天王の一人で隠将、「斬影軍団」を率いていた。前々作で自爆死した後、サイバー空間で彷徨っていたが、その中でオリジナルのエックスと再会する。特定のステージで条件を満たすと出現する。

#### サイバーエルフ
ダークエルフ（Dark Elf）
妖精戦争末期に使用されたサイバーエルフ。
エルピスとの戦いの後に行方不明となっており、レジスタンス、ネオ・アルカディア双方がその行方を追っている。
ベビーエルフ（Baby Elf）
レジスタンスベースにいた2体。バイルの言葉を信じバイルについていく。新たな体は両方でダメージを共有している。

### ボスキャラクター

#### バイル・ナンバーズ（バイル八審官）
バイルにより改造・洗脳されたミュートスレプリロイド達。
メンバーは「雷」「炎」「氷」の三審官が「左右」に2名の計6名、それに副審官長、審官長を加えた全8名で構成されている。
かつては動植物型のボディで各々のスキルを生かし人類に貢献し、人類の為の法の下人間に似せたボディで裁判官として勤務する者もいた。『リマスタートラック ロックマンゼロ・テロス』のCDドラマではエックス（コピーエックス）の判決に疑問を抱き、ネオ･アルカディアの未来を案じる様子を見せていた。
バイルは人間に似せたボディをジャッジフォーム、動植物型のボディをパニッシュメントフォームと名づけ単身で「審判」と「処刑」を行う事とし、バイルに逆らう者全てを抹殺する弾劾裁判を執行するよう人格データも元のそれとはかけ離れたものにした。
ちなみに裁判は各三審官による尋問、審官長の声による判決、副審官長の「死神の鎌」による断罪の三審制で、ナンバーズとはあるが劇中ではその個体の形式番号は明かされていない。
ベビーエルフ達同様、オメガがダークエルフと融合し全世界のレプリロイドを操作する準備が整うまでの陽動作戦用の駒でしかなかった。
今回から正式に声優が起用されるようになった。
神死慟瞑 ヘルバット・シルト（Hellbat Schild）
声 - 荻原秀樹
右雷審官（コウモリ型、ドラキュラ伯爵もデザインに取り入れている）。自称「紳士」、兵器再生工場の管理をしている。ゼロのセンサーを狂わせ自分が瞬間移動をしているように見せ、小型偵察ユニット・反射する音波弾・電磁弾などで攻撃してくる。「シルト」は、ドイツ語で「盾」の意を持ち、その翼はこちらの攻撃を無効化する。
曼荼羅火砕竜 ブレイジン・フリザード（Blazing Flizard）
声 - 三浦祥朗
左炎審官（エリマキトカゲ型）。アグニス火山の基地を管理する。両手の火炎放射器など体の武器で戦い、戦闘に情熱を求めている。
凍葬の死兎 チルドレ・イナラビッタ（Chilldre Inarabitta）
声 - 広津佑希子
左氷審官（ウサギ型）。海上のハイウェイ跡地でダークエルフを追跡する。高速移動の際に機能する冷却装置による氷属性攻撃を得意とするが、ミサイルや機雷も使う。潜水艦に乗った際手加減をすると、バイル・ナンバーズの中でも温厚。
殺刃祈祷師 デスタンツ・マンティスク（Deathtantz Mantisk）
声 - 平井啓二
副審官長にして月光審官（カマキリ型）。ベビーエルフの捕獲を任じられ、旧居住区に向かう。死神もデザインに取り入れられ、膝関節や腰のパーツが髑髏を模している。単分子レベルまで研ぎ上げられたブレード「死神の鎌」は遠隔操作も出来る。
能鰻雷神 ヴォルティール・ビブリーオ（Volteel Biblio）
声 - 戸北宗寛
左雷審官（デンキウナギ型、実際の生物と違い4つの鰭パーツで泳ぐ）。水没した図書館に向かい、ゼロを迎撃する。体内に流れる高圧電流による電磁波が人工頭脳内にまで行き渡っており、情緒面は不安定。バイルが怖くて彼に従っている。「ビブリーオ」は、古代ギリシア語で「本」の意。
百念の狐毒 キュービット・フォクスター（Kyubit Foxtar）
声 - 矢薙直樹
右炎審官（キツネ型、九尾の狐もデザインに取り入れている）。エネルギー施設でベビーエルフを生産している。人間形態では女性に見えるが、実は男性である。自機に付属して敵を攻撃をするオブジェクトを9つ装備し、温度変化による蜃気楼現象も使用。
超球氷覇王 グラチャー・レ・カクタンク（Glacier Le Cactank）
声 - 杉野博臣
右氷審官（サボテン型）。宇宙船のコンテナの回収に向かい、ゼロと出くわす。本体には化学プラントが、両腕には給水タンクが装備されている。戦闘時はそのタンクを利用して全身から氷のトゲを生成し、両腕の鉄球とセットで使う。どんな罪であろうと「死刑」と判決されてしまうようである。語尾は「〜であーる」。
咬哭の守護 トレテスタ・ケルベリアン（Tretesta Kerberian）
声 - 江川央生
審官長にして冥闇審官（ケルベロス型）。巨大エレベーターを使ったエネルゲン水晶の運搬作業を監視する。3つの頭がそれぞれ独立した思考を持っていたが、バイルによる洗脳を受け、さらに両肩部の頭をメカニロイドに改造されたため、思考能力は大幅に劣化した。メカニロイドはダメージを本体と共有、怪力で戦う。「トレテスタ」は、イタリア語で「3つ頭」の意。

#### その他のミュートスレプリロイド
斜体は異名。前々作において倒されたが、バイルにより復活を果たす。「R」はrebornのR。こちらは声優は起用されていない。
冥界の聖掃王 アヌビステップ・ネクロマンセス5世（Anubistep Necromances V）
属性が変化している。また地形を変化させる能力が加わった。「五世」となっているのは、「ロックマンゼロ」のボスラッシュで復活したアヌビステップが「四世」と数えられているため。
知恵の超猿 ハヌマシーンR（Hanumachine R）
一部の技が新規のものに変更されている。
絶対零度鹿王 ブリザック・スタグロフR（Blizzack Stagroff R）
一部の技の性能が変更されている。

## 武器・EXスキル
主要な武器に関しては、主要武器参照。

### ゼットセイバー
ラクサイガ（落砕牙） - ヘルバット・シルトから入手
空中で下＋攻撃ボタン。セイバーを下に突き出しつつ落下して攻撃する。前作からグラフィックが変更され、横方向にいる敵に対しても当てやすくなった。サンダーのボディチップ装備時のみ雷属性が付加され、セイバーのグラフィックが雷を纏ったものに変化し、着地と同時に左右に向けて地面に沿って進んでいく電気弾を発射するようになる。
ザンエイダン（斬鋭弾） - チルドレ・イナラビッタから入手
地上で下＋攻撃ボタン。前方に向けて敵や地形を貫通する刃状の弾を発射する。発射時に振るセイバーにも攻撃判定がある。アイスのボディチップ装備時のみ氷属性が付加され、刃が若干大きくなり射程距離が無制限になる。
テンレツジン（天裂刃） - ハヌマシーンRから入手
地上で上＋攻撃ボタン。その場から上方向に跳び上がりつつセイバーで斬り上げて攻撃する。ボタンを押す長さで高度を調節可能。フレイムのボディチップ装備時のみ炎属性が付加され、セイバーのグラフィックが炎を纏ったものに変化し、跳び上がる高さが通常よりも高くなる。
レップウゲキ（烈風撃） - トレテスタ・ケルベリアンから入手
ダッシュ斬りが前方への突き攻撃に変化する。最大3ヒットする上、1発辺りの威力がチャージセイバーに匹敵する。ボスに対してもダメージ時の無敵時間を無視して連続ヒットする。エレメントチップによる付加効果は無い。

### バスターショット
バーストショット（Burst Shot） - ブレイジン・フリザードから入手
フレイムのボディチップ装備中、2段階目のチャージショットが敵や障害物にヒット、または一定距離進んだ所で爆風を発生させるようになる。ボスにはダメージ時の無敵時間を無視して連続ヒットする。
ブリザードアロー（Blizzard Arrow） - ブリザック・スタグロフRから入手
アイスのボディチップを装備中、2段階目のチャージショットが小さなエネルギー球を核に3本の氷柱状の弾を発射するようになる。氷柱は球から少し遅れて1発ずつ発射され、徐々に加速しながら前方へ飛んでいく。なお、核となるエネルギー球にも攻撃判定があるため、至近距離で球を含めた氷柱を全て命中させると大ダメージになる。
リフレクトレーザー（Reflect Laser） - コピーエックスMK2から入手
2段階目のチャージショットがレーザー状に変化し、地形に接触すると最大4回まで反射するようになる。1回目は斜め45°、2回目以降は90°反射する。通常1回目は下方向に反射するが、発射時に上を押しながら発射する事で上方向に反射させる事ができる。なお、エレメントチップを装備している状態では使えない。
Vショット（V Shot） - ヴォルティール・ビブリーオから入手
サンダーのボディチップ装備中、バスターショットがチャージショットも含めて常に斜め上下2方向に発射されるようになる。攻撃範囲が広くなるほか、近距離で両弾を命中させれば純粋に火力が2倍になるため雑魚敵に対しては非常に強力。ただしボスに対しては1ヒット分のダメージしか与えられない。

### シールドブーメラン
クロールシールド（Crawl Shield） - アヌビステップ・ネクロマンセス5世から入手
チャージ時のシールドブーメランが地面に沿って進んでいくようになる。サンダーチップ装備時のみ、ブーメランが通った地面に尾を引くように電気弾が発生する。
サーキュラシールド（Circular Shield） - グラチャー・レ・カクタンクから入手
下＋チャージ攻撃。ゼロの周囲をシールドが回転する。通常は5回転、アイスのボディチップ装備時は7回転する。

### リコイルロッド
セルヴォによって製作された武器。トリプルロッドとチェーンロッドの反省点を考慮して製作された。トンファー状の武器で連打して攻撃するほか、チャージする事で敵や障害物を吹き飛ばすことができる。またチャージ攻撃を真下にぶつけた反動でハイジャンプができる。ボスによっては弱点属性を付加すると吹き飛ばなくなる。シールドブーメランと同じく、ハードモードにおいても属性チャージ攻撃が可能である。
サウザンドスラッシュ（Thousand Slash） - デスタンツ・マンティスクから入手
地上で攻撃ボタン連打。前方に素早い連続突き攻撃を連打している間放ち続ける。1発辺りの威力は低いが、ボスの無敵時間を無視して連続ヒットする。
ソウルランチャー（Soul Launcher） - キュービット・フォクスターから入手
地上で上＋チャージ攻撃。攻撃と同時に真上方向に弾を発射する。弾は一定距離上昇するか天井に当たると4発に分裂し、地上に向けて降り注ぐ。天井との距離が近すぎると弾が天井に埋もれてしまう。フレイムのボディチップ装備時のみ弾に炎属性が付加され、分裂した弾が着弾した際に残り火となって一定時間燃え続けるようになる。

## チップカスタム
「ゼロ3」より、ゼロに特殊効果を持つチップを装備する事によって身体能力を強化できるようになった。ヘッド、ボディ、フットの3局部に分かれた各チップの組み合わせによって、状況下に応じた様々なカスタマイズが可能となり、前作のフォームチェンジのようなプレイスタイルの不自由さは解消されている。「ゼロ」から登場したエレメントチップを加え、全18種類が存在する。ボスを倒すと入手できるものと、シークレットディスクの解析によって入手できるものがある。

### ヘッドチップ
ノーマル（ヘッド）
特殊能力は無し。各ヘッドチップのいずれかを取得すると出現する。
オートチャージ
攻撃ボタンを押し続けなくとも、自動的に武器チャージが発動する。
オートリカバリー
ニュートラルの状態で一定時間が立つと徐々にライフが回復していく。
クイックチャージ
武器チャージの完了時間が短縮される（サイバーエルフ「クロクル」と同じ効果）。

### ボディチップ
ノーマル（ボディ）
特殊能力は無し。各ボディチップのいずれかを取得すると出現する。
フレイム - ブレイジン・フリザードから入手
炎属性のチャージ攻撃が可能となり、特定のEXスキルを使用可能＆炎属性を付加させる。
アイス：チルドレ・イナラビッタから入手
氷属性のチャージ攻撃が可能となり、特定のEXスキルを使用可能＆氷属性を付加させる。
サンダー - ヘルバット・シルトから入手
雷属性のチャージ攻撃が可能となり、特定のEXスキルを使用可能＆雷属性を付加させる。
ライト - デスタンツ・マンティクスから入手
徐々に崩れる＆沈む地形の効果を無効にする。
ダメージを受けた際のノックバックが通常より大きくなる。
アブソーバ - トレテスタ・ケルベリアンから入手
ダメージを受けた際のノックバックが消失する（サイバーエルフ「ガンブル」と同じ効果）。

### フットチップ
ノーマル（フット）
特殊能力は無し。各フットチップのいずれかを取得すると出現する。
スプラッシュジャンプ
水面上をジャンプで移動できる。
クイック - コピーエックスMk2から入手
ゼロの移動スピードがアップする（サイバーエルフ「バレット」「マーヤ」と同じ効果）。
ダブルジャンプ - キュービット・フォクスターから入手
ジャンプ後に、1度だけ追加ジャンプが可能になる。
フロッグ
壁に張り付いた際の落下スピードを減少させる（サイバーエルフ「クワッパ」と同じ効果）。
スパイク - グラチャー・レ・カクタンクから入手
移動時に滑る地形の効果を無効にする。
シャドウダッシュ - ヴォルテール・ビブリーオから入手
ダッシュ中に限り、ゼロのダメージ判定が消失する。
アルティメット
フットチップ全ての能力を使用できる。

### 隠し能力
特定のチップとサイバーエルフを組み合わせて装備することによって、秘められた能力を発動できる。
説明書などには掲載されていない所謂「隠し要素」であり、全4種類が存在する。
ライト＋フロッグ＋サイバーエルフ「クワッパ」
壁に張り付いたままの状態を維持できる。フットチップはアルティメットでも代用可。
クイックチャージ＋ノーマル（ボディ）＋サイバーエルフ「クロクル」
クイックチャージ装備時より、さらにチャージ完了時間が短縮される。
オートリカバリー＋アブソーバ＋スパイク
オートリカバリーのライフ回復スピードがアップする。
ノーマル（ヘッド）＋ライト＋クイック
ゼットセイバーの連続斬りの3段目動作をキャンセルして、EXスキル「天裂刃」を発動できる。
天裂刃からの連続攻撃も可能。
（EXスキル「天裂刃」を装備した状態に限る）

## ミニゲーム
ある条件を満たすとタイトル画面にてミニゲームという項目が現れて、好きなミニゲームを遊ぶことができる。ミニゲームはあらゆる条件を満たすことで増えていく。ライフは3つあり、全てなくなるとゲームオーバーになる。
ゼロ（メルネットたたき）
7方向から飛んでくる蜂型メカニロイドをリコイルロッドで吹き飛ばしていく。
蜂型メカニロイドには耐久力の高いのもおり、2回攻撃しなければならない。攻撃を受けるとライフがひとつ減る。
コピーエックス（ヒとミズとデンキと）
ベルトコンベアで移動するエレメントチップをそれの弱点である弾で破壊していく。
エレメントチップを穴に落とすとライフがひとつ減る。
シエル（じゅえるイロイロ）
あみだくじのように、ただひたすら下を下り横線を必ず通るジュエルを横線を塞ぎつつもそのジュエルと同じ色の穴に落としていく。
違う色の穴に落とすとライフがひとつ減る。
なお、BGMは独自のもの（前作のシエルの部屋の曲のアレンジ）が使用されている。
ハルピュイア（とりでキルキル）
アステファルコンに乗りながら右へひたすら進んでいく。ダブルセイバーで敵を蹴散らすこともできる。
敵に触れるとライフが一つ減り、穴に落ちたり地形にはさまれたりして画面の外に出るとライフ数問わずゲームオーバーになる。
ファーブニル（どろぼうウツウツ）
砂漠に設置された荷物を飛行するメカニロイドから守っていく。上向きの攻撃でメカニロイドを蹴散らすのが荷物を守る唯一の手段。
荷物をひとつでも奪われるとゲームオーバーになる。
レヴィアタン（さかなツクツク）
水中を泳ぎまわりながら水中のメカニロイドをハルバードの下突きで蹴散らしていく。
水中のメカニロイドに接触するとライフがひとつ減る。
ファントム（しゅりけんでニンニン）
ただひたすら別の手裏剣に乗り移っていく。
障害物に接触するとライフがひとつ減り、手裏剣に乗り損ねて墜落するとライフ数問わずゲームオーバーになる。

## サウンドトラック
REMASTERED TRACKS ROCKMAN ZERO ΤΕΛΟΣ（リマスタートラック ロックマンゼロ・テロス）は、ロックマンゼロ3において使用されていたBGMのアレンジや、ロックマンゼロシリーズの隠しエピソードをCDドラマとして収録したサウンドトラック。